# Nephodia cicaria
Nephodia cicaria är en fjärilsart som beskrevs av Jacob Hübner 1825. Nephodia cicaria ingår i släktet Nephodia och familjen mätare. Inga underarter finns listade i Catalogue of Life.